# بلتون (ویرجینیای غربی)
بلتون (به انگلیسی: Bellton) یک منطقهٔ مسکونی در ایالات متحده آمریکا است که در شهرستان مارشال، ویرجینیای غربی واقع شده‌است. بلتون ۲۸۵٫۹۱ متر بالاتر از سطح دریا واقع شده‌است.